# Jacob Miller
Jacob "Killer" Miller, född 4 maj 1952 i Mandeville, Jamaica, död 23 mars 1980 i Kingston, Jamaica, var en jamaicansk sångare och låtskrivare, och en av de största artisterna inom reggae under andra hälften av 1970-talet. Han var sångare i Inner Circle, ett reggaeband som grundades 1968 och som fortfarande existerar efter flera nystarter.

## Biografi
Jacob Miller spelade in sin första låt redan som 13-åring 1968 för Coxsone Dodd – skalåten "Love Is a Message" (även känd som "Let Me Love You"). Låten var ingen hit och Miller var tvungen att vänta några år innan han fick återvända till inspelningsstudion. 
Jacob Millers vänskap med den två år äldre melodicaartisten och dubmixaren Augustus Pablo medförde att Miller år 1974 fick spela in ett antal singlar hos King Tubby, bland dem "Each One Teach One", "Keep On Knocking", "False Rasta", "Who Say Jah No Dread" och "Baby I Love You So". Via Joe Gibbs kom han dessutom i kontakt med Bob Marley, som lät Miller göra några covers på Marley-låtar. Från mitten av 1970-talet och fram till sin död 1980 var Jacob Miller sångare och frontfigur i det på Jamaica mycket populära reggaebandet Inner Circle.
Jacob Miller gjorde sina mest kända låtar som sångare och basist i bandet Inner Circle. Hans mest kända låtar är "Tenement Yard", "All Night Till Daylight", "Healing of the Nation", "Rockers", "Forward Jah Jah Children", "I Am a Natty" (en cover på Bob Marleys "Soul Rebel") och den ovan nämnda "Baby I Love You So" (i den mycket uppskattade dubversionen känd som "King Tubby Meets Rockers Uptown" med Augustus Pablo). Tillsammans med Inner Circle befann sig Miller i frontlinjen bland dem som skapade det snabbare, rockigare reggaesoundet rockers. Jacob Miller och Inner Circle medverkar följaktligen även i långfilmen Rockers från 1978. 
Under åren 1976 – 1978 var Jacob Miller och Inner Circle populärare än Bob Marley på Jamaica. Mot slutet av 1970-talet började Jacob Miller och Inner Circle experimentera med andra former av reggae och andra typer av populärmusik: rock, pop, soul och till och med disco. Jacob Miller dog i en bilolycka 1980 efter en kort karriär som ändå omfattade reggaens utveckling från att vara en musikstil begränsad till Kingstons slum till att bli en världsmusik spelad på alla scener som påverkade många av populärmusikens riktigt stora artister. När Miller dog hade han en Brasilien-turné inbokad tillsammans med Inner Circle och Bob Marley & the Wailers.
Jacob Miller var religiös och gick som tonåring över till rastafari-religionen. Han kom inte från slummen utan från en medelklassfamilj, och hans religiösa val och försvarandet av marijuana som en helig ört orsakade, som i så många andra fall med rastainfluerade jamaicanska artister på 1970-talet, till en total brytning med föräldrar och syskon. Miller var även morbror till den populäre brittiske reggaesångaren Maxi Priest.

## Diskografi

### Studioalbum (solo)
- 1975 – E-E Saw Dub
- 1976 – Tenement Yard
- 1977 – Jacob "Killer" Miller
- 1978 – Wanted
- 1979 – Mixed Up Moods
- 1980 – I'm Just A Dread
- 1980 – Lives On
- 1984 – Unfinished Symphony

### Samlingsalbum
- 1979 – Greatest Hits
- 1989 – Collector's Classics
- 1990 – Reggae Greats (Jacob Miller/Inner Circle)
- 1991 – The Killer Rides Again
- 1992 – Who Say Jah No Dread
- 1999 – Songbook: Chapter a Day

### Singlar (urval)
- 1973 – "The Truth Has Come Again" / "True Dub"
- 1974 – "The Girl In His Mind" / "Version"
- 1974 – "Keep On Knocking" / "Knocking Version"
- 1975 – "I Am a Natty" / "I Am a Natty (Version)"
- 1975 – "Each One Teach One" / "Version"
- 1975 – "Road Block" / "Forward Jah Jah Children"
- 1975 – "Tenement Yard" / "Tenement Yard (Version)"
- 1975 – "Tired Fe Lick Weed" / "Collie Weed Dub"
- 1975 – "Who Say Jah No Dread" / "Jah Dread" (Jacob Miller/Rockers All Stars)
- 1975 – "Baby I Love You So" / "King Tubby's Meet Rockers Up-Town" (som Jachob Miller/Agustos Pablo)